# Cilji trajnostnega razvoja
Cilji trajnostnega razvoja (CTR) so skupek ciljev bodočega mednarodnega razvoja. Zasnovani so bili pri Organizaciji združenih narodov in se promovirajo kot Globalni cilji za trajnostni razvoj. Zamenjujejo razvojne cilje novega tisočletja, ki potečejo ob koncu leta 2015. CTR veljajo za obdobje od leta 2015 do leta 2030. Vsebujejo 17 področij s 169 specifičnimi cilji za ta področja.

## Cilji
V avgustu 2015 se je 193 držav dogovorilo o naslednjih 17 ciljih:
1. Nič več revščine
2. Nič več lakote
3. Dobro zdravje
4. Kakovost izobraževanja
5. Enakost spolov
6. Čista voda in ravnanje z odplakami
7. Obnovljiva in cenovno sprejemljiva energija
8. Zaposlenost in gospodarska rast
9. Industrija, inovacije in dobra infrastruktura
10. Zmanjšati neenakost
11. Trajnostna mesta in skupnosti
12. Odgovorna poraba in proizvodnja
13. Podnebne spremembe
14. Trajnostni oceani
15. Trajnostna uporaba zemljišč
16. Mir in pravičnost in močne institucije
17. Partnerstvo za trajnostni razvoj